# ماس‌لاند
ماس‌لاند (به هلندی: Maasland) یک منطقهٔ مسکونی در هلند است که در میدن-دلف‌لاند واقع شده‌است.

## نگارخانه

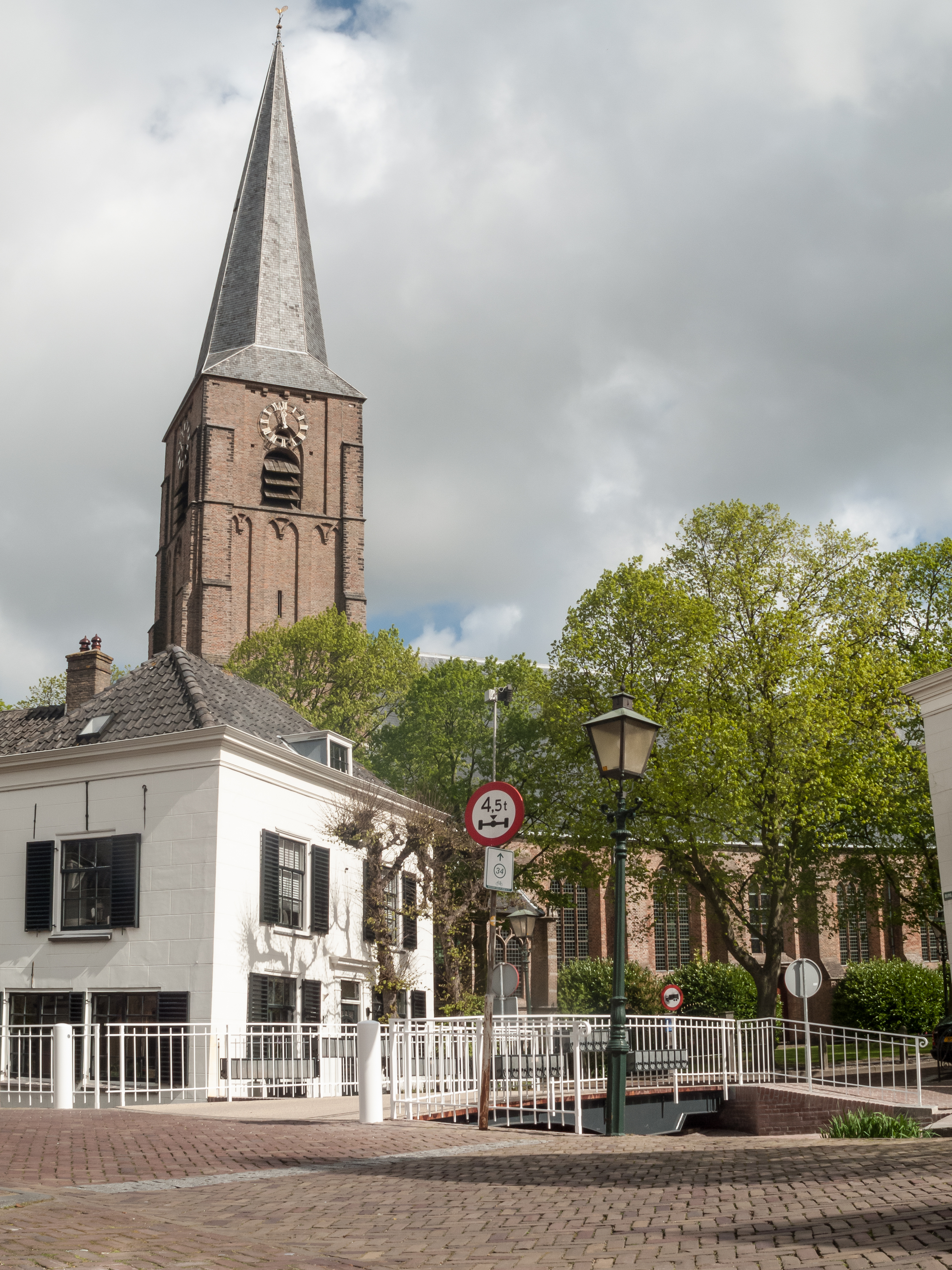
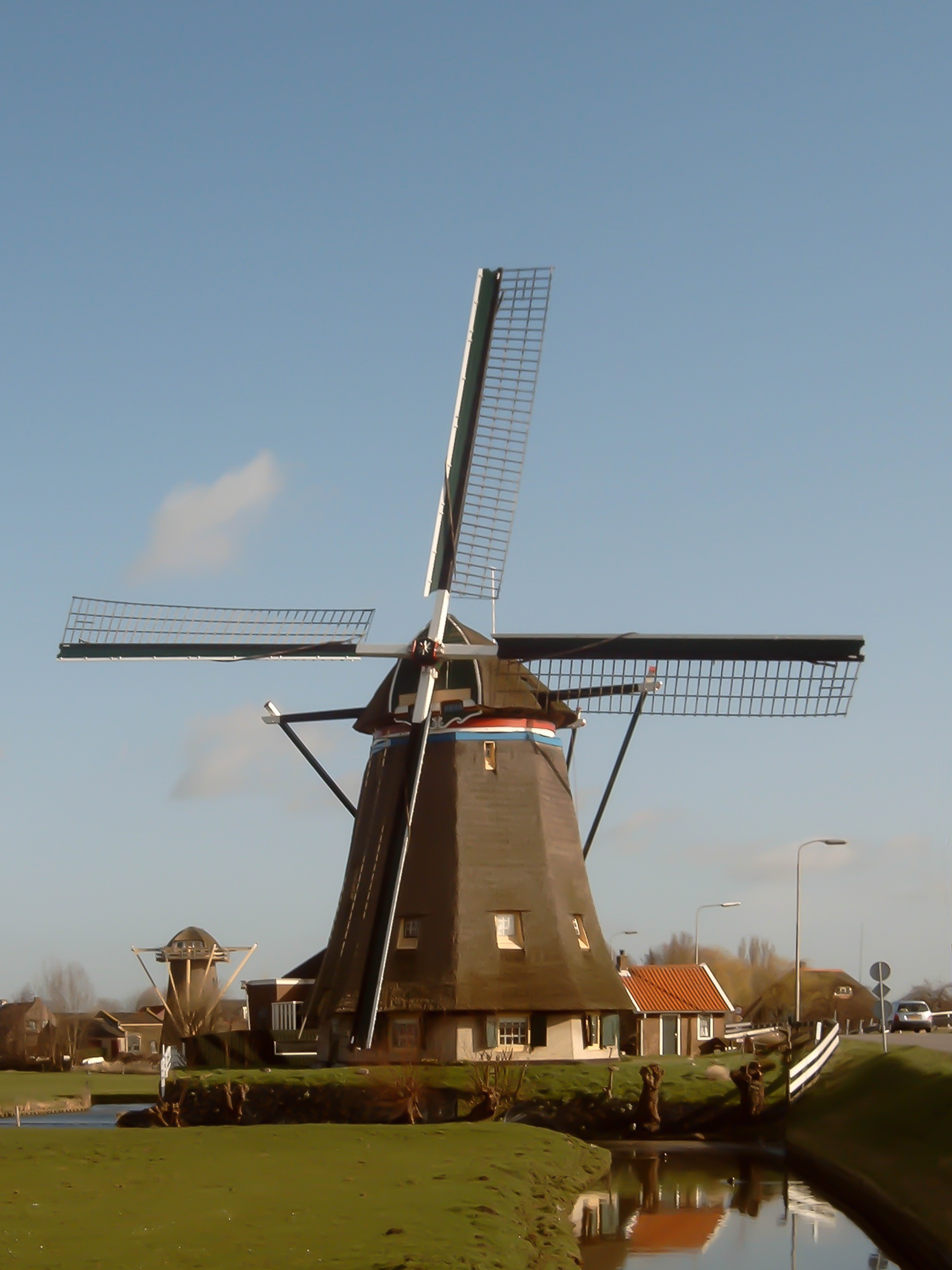
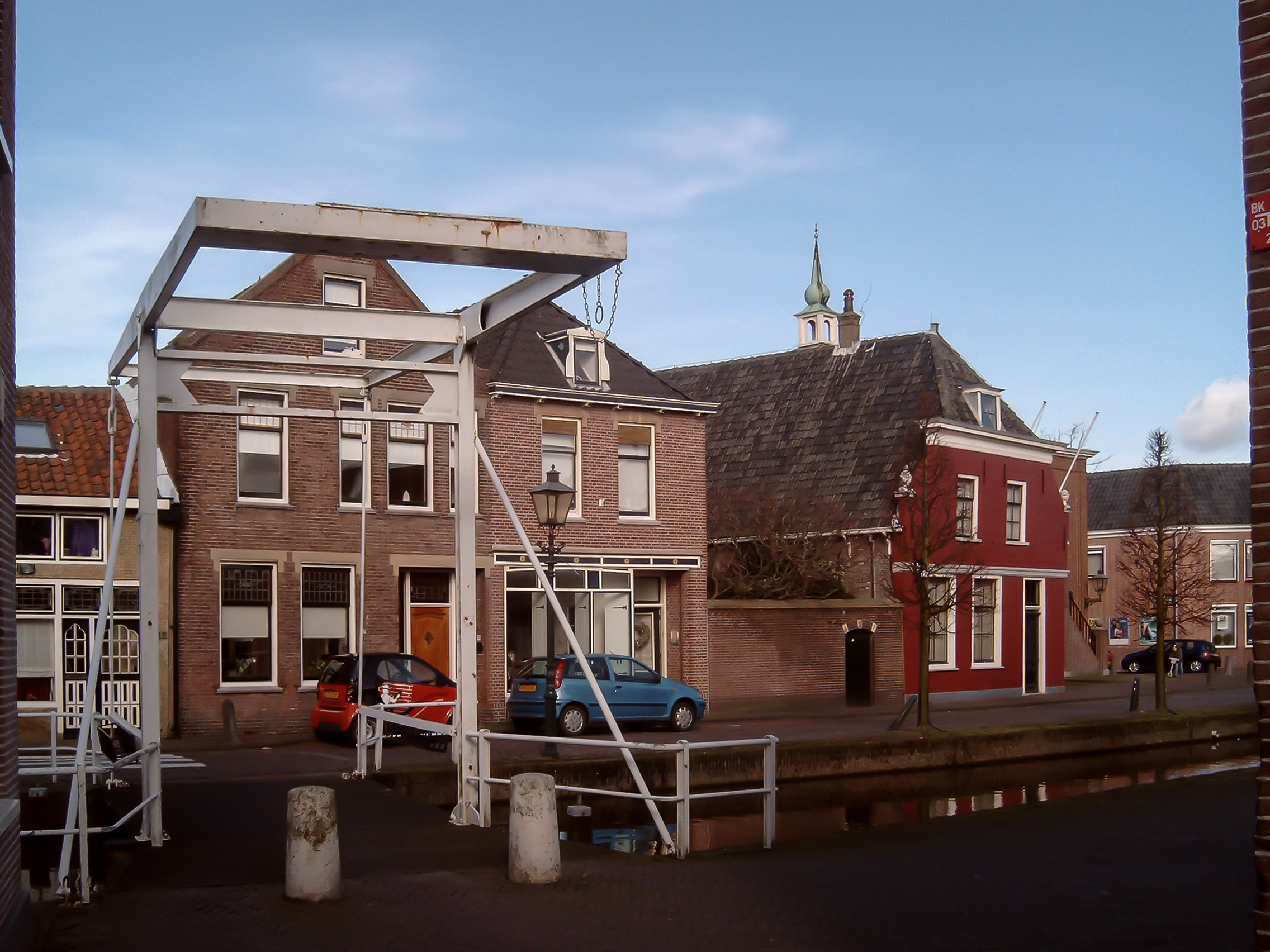
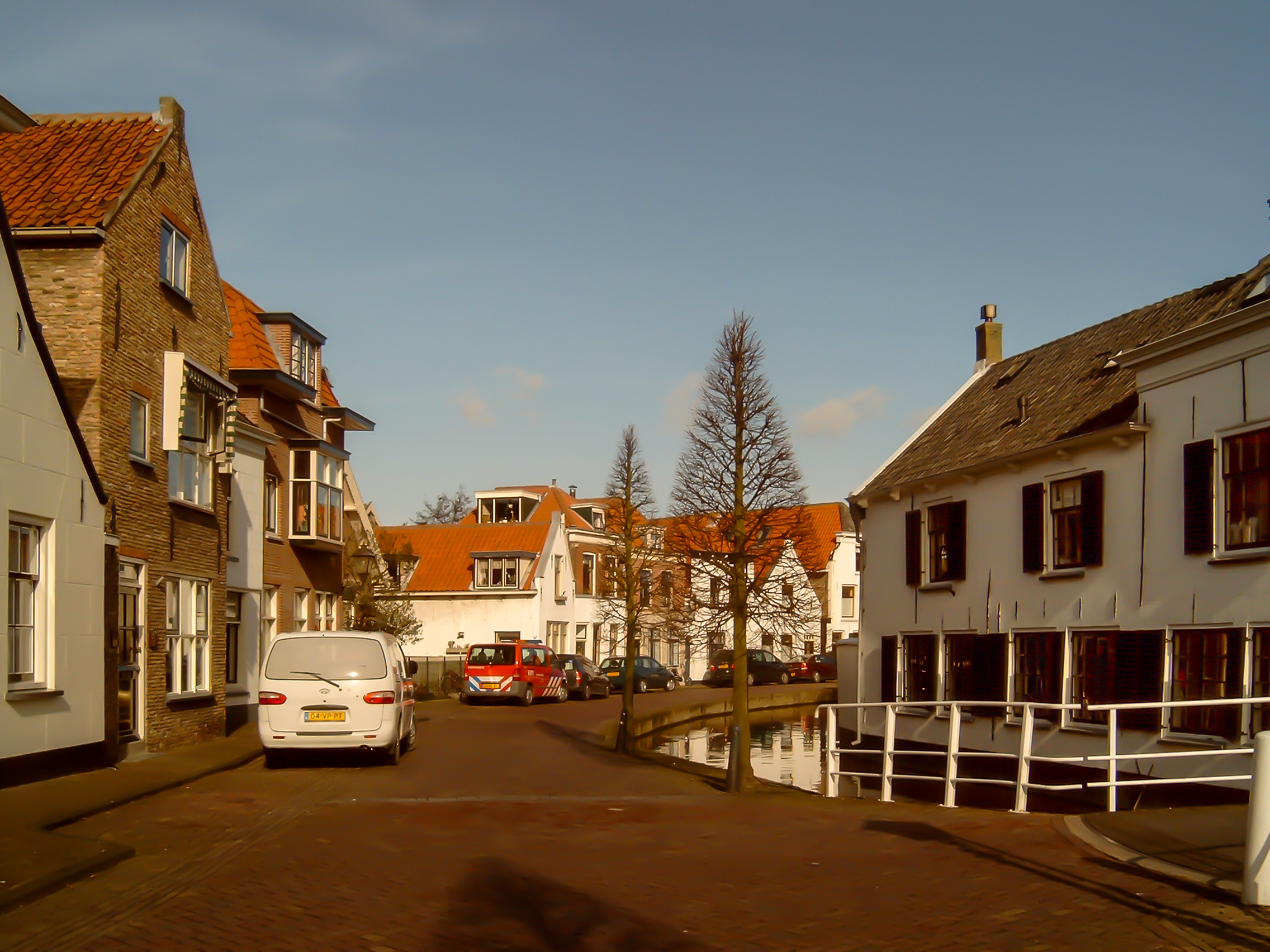